# Баку-Пассажирская
Баку́-Пассажи́рская (азерб. Bakı Dəmiryol Stansiyası) — пассажирская железнодорожная станция в столице Азербайджана городе Баку. Введена в эксплуатацию в 1880 году.

## Станция
Станция была введена в эксплуатацию в 1880 году со строительством Баку — Сабунчи — Сураханинской железной дороги, и предназначалась для обслуживания пассажиров. 
На станцию прибывают и отправляются с неё как поезда дальнего следования, так и пригородные поезда.
Станция Баку была узлом нескольких международных железнодорожных линий в Москву, Харьков, Ростов-Главный и Тбилиси. В связи с закрытием железнодорожных границ по причине распространения COVID-19 все международные поезда были отменены на неопределённый срок.

## Бакинский железнодорожный вокзал
Станция Баку-Пассажирская до 1977 года располагала двумя вокзальными комплексами: старым Тифлисским вокзалом, построенным в 1883 году при строительстве Баку — Тифлисской железной дороги, и Сабунчинским вокзалом, построенным в 1926 году и предназначенным для обслуживания пригородных электропоездов Баку-Сабунчинской электрифицированной ветки. 
Первое здание Тифлисского вокзала было построено к моменту открытия Баку — Тифлисской железной дороги, второе здание Сабунчинского вокзала — к строительству Баку — Сабунчи — Сураханинской электрифицированной железной дороги.

### Тифлисский вокзал
Тифлисский вокзал был спроектирован в 1882 году архитектором Х. К. Васильевым. В начальной стадии проект был выполнен в мавританском стиле профессором Бруни, художником Дриттенпрейсом и другими, являясь плодом коллективного труда архитекторов и художников. Возкзал введён в эксплуатацию в 1883 году.
Здание вокзала было спроектировано в двух уровнях: двухэтажное со стороны города и одноэтажное со стороны перрона. На первом этаже вокруг вестибюля сгруппированы кассы, багажное отделение, служебные помещения. На втором этаже — почта, телеграф, залы ожидания. Стены, богато насыщенные орнаментом, напоминающим восточный ковёр, завершались карнизом, переходившим на относительно сдержанно решённый плафон.

### Сабунчинский вокзал

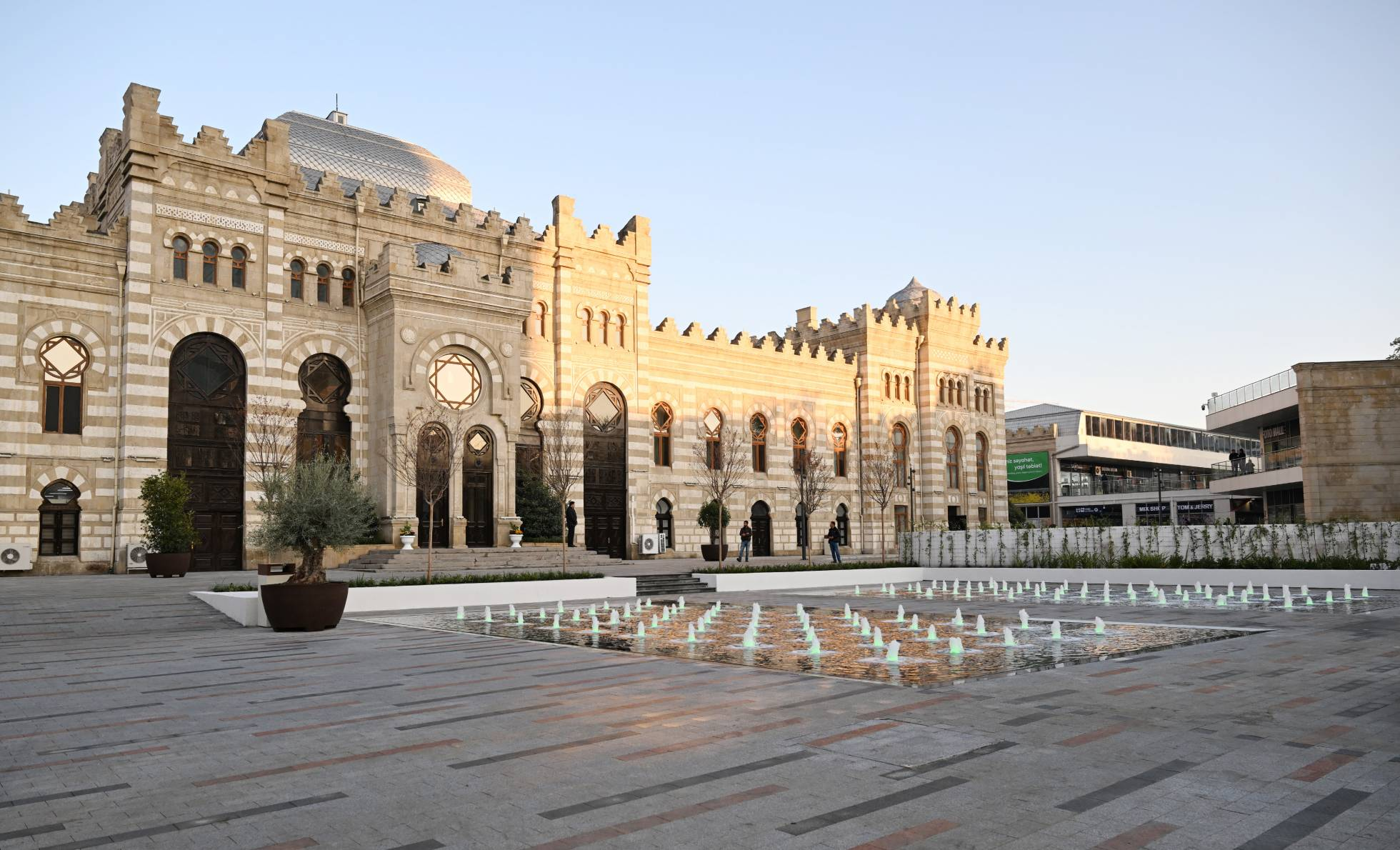
Ноябрь 2024

В 1926 году для обслуживания пассажиров электрифицированной Баку-Сабунчинской железной дороги был спроектирован и построен второй вокзальный комплекс — Сабунчинский вокзал. Архитектура здания также была выполнена в восточном стиле.
В 1967 году к зданию Сабунчинского вокзала примкнуло здание вновь построенного входа на станцию метро «28 Мая», до 1992 года — «28 апреля». В 1976 году, в связи с реконструкцией станции Баку-Пассажирская, здание Сабунчинского вокзала прекратило свою деятельность по обслуживанию пригородных перевозок. 
В 1977 году станция подверглась большой реконструкции, при которой было построено новое современное здание Бакинского вокзала, тесно примыкающее к зданию старого Тифлисского вокзала..
В 1980-е — 90-е годы проведены масштабные работы по строительству и модернизации узла из двух пересадочных станций метро, включая 4 выхода и обширную сеть подземных переходов.

### Современное положение
На ноябрь 2024 года на вокзале действуют 36 турникетов.

## В литературе
Жюль Верн устами Клодиуса Бомбарнака, героя одноимённой повести, так описал бакинский вокзал:

«…и внушительный железнодорожный вокзал, достойный любого большого города Европы или Америки».

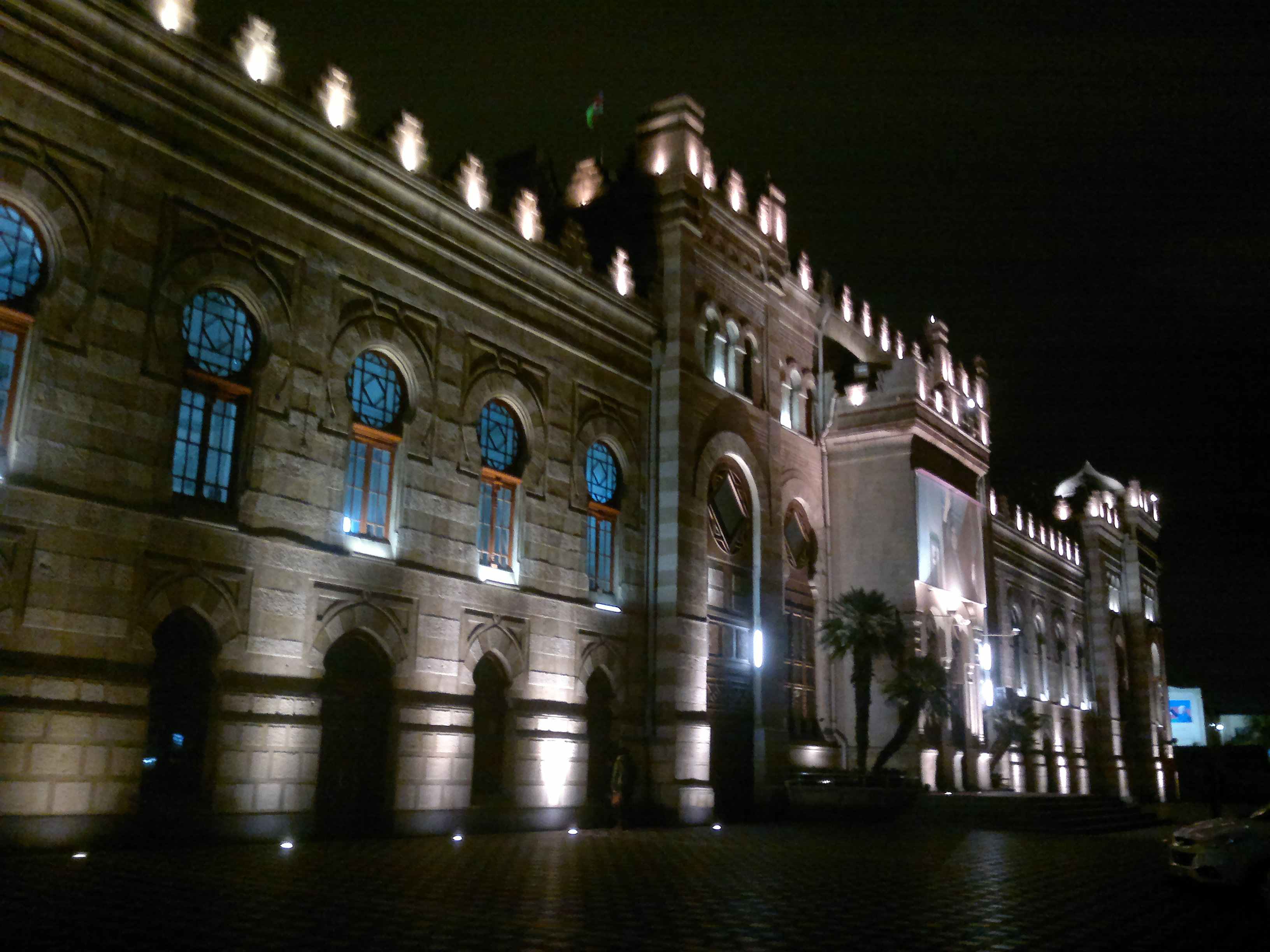
Здание вокзала в огнях иллюминации
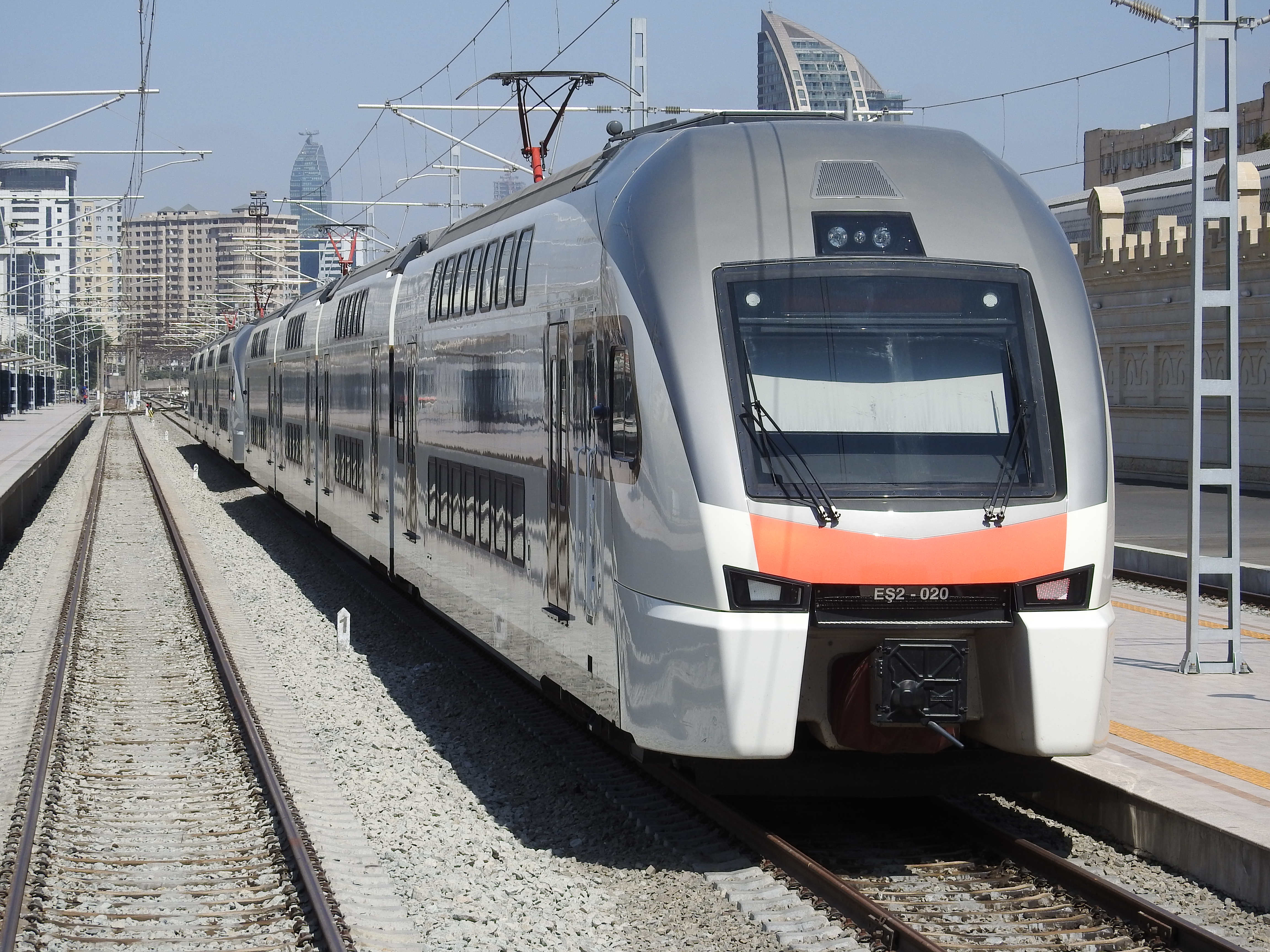
Электропоезд Stadler KISS EŞ2-020 на перроне вокзала
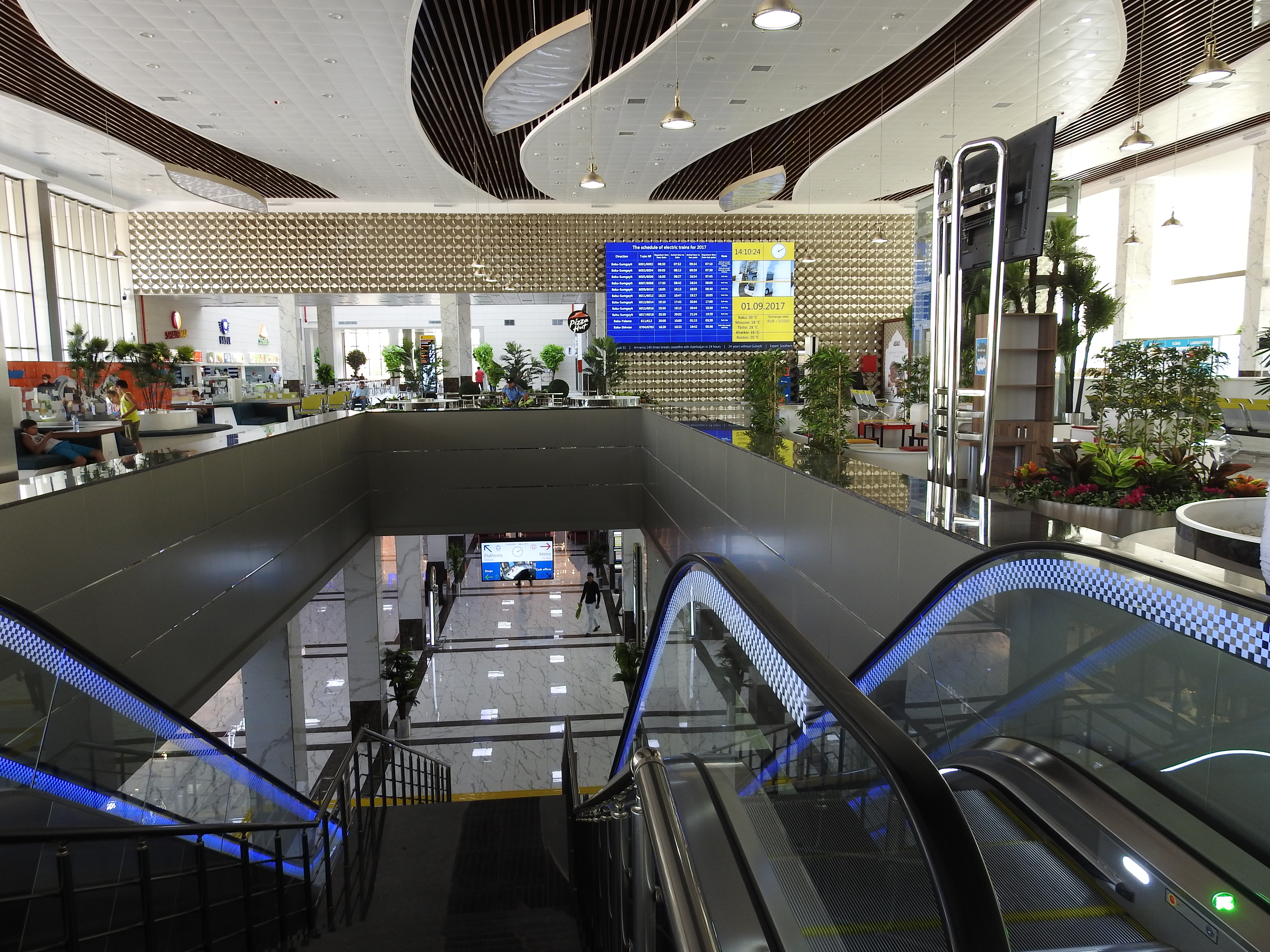
Залы ожидания
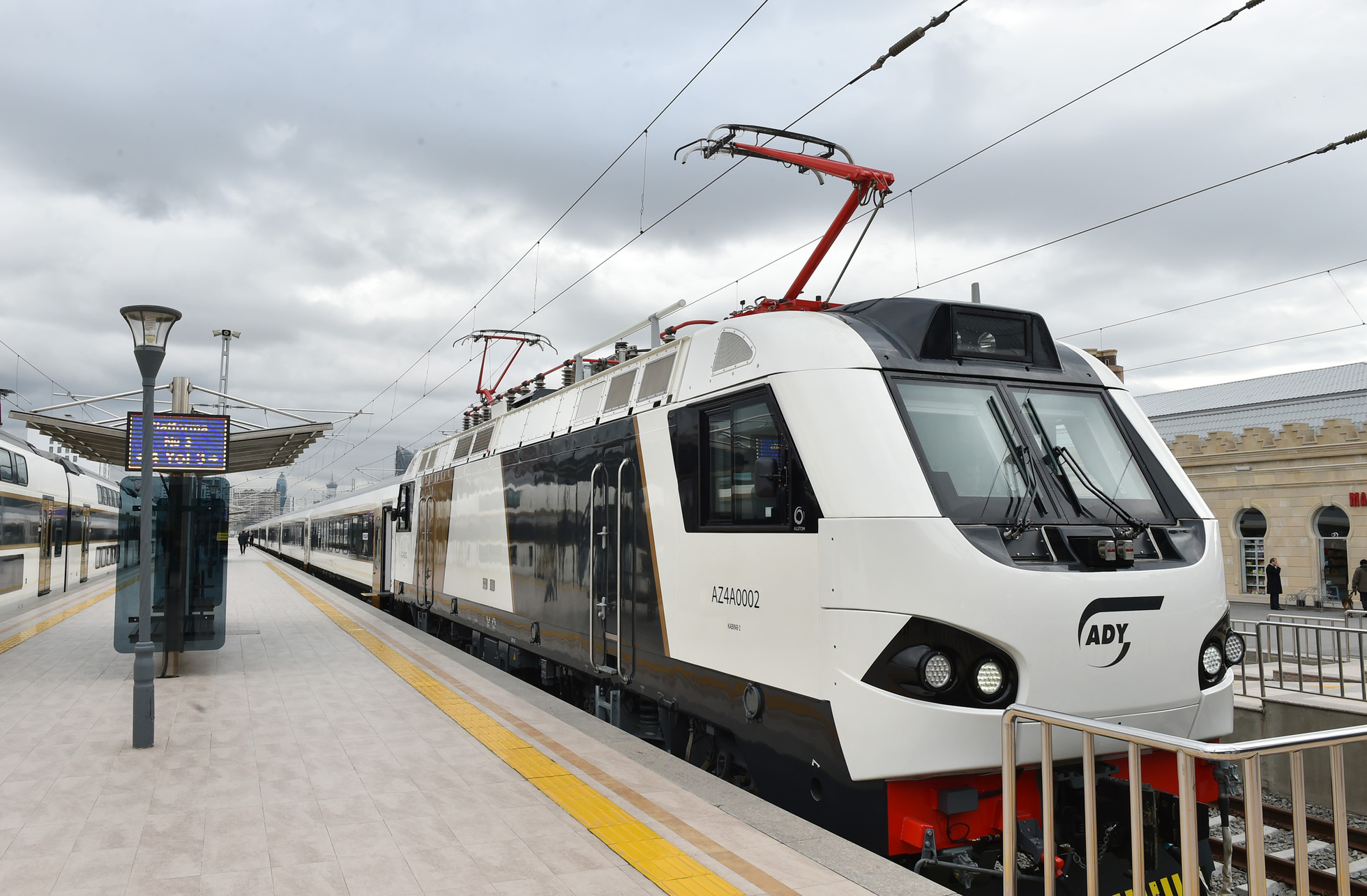
Электровоз AZ4A-0002 с пассажирским поездом производства Alstom Transport на перроне вокзала